# Ivane Chegra
Ivane Chegra (Montreuil, 3 marzo 2004) è un calciatore algerino, attaccante dell'Ajaccio.

## Carriera

### Club
Chegra è un prodotto del settore giovanile di Bussy Saint-Georges e Montfermeil, dove gioca prima di firmare un contratto professionistico con l'Ajaccio il 4 giugno 2021. Ha esordito il 29 aprile 2023 come sostituto nella sconfitta per 3-0 contro il Lilla in Ligue 1.
Il 31 gennaio 2024 è stato prestato allo SO Cholet (club di terza divisione) fino al termine della stagione; a fine anno fa ritorno all'Ajaccio, con cui gioca nuovamente nella seconda divisione francese.

### Nazionale
Ha giocato nella nazionale giovanile algerina Under-18.

## Statistiche

### Presenze e reti nei club
Statistiche aggiornate al 5 marzo 2024.
| Stagione        | Squadra         | Campionato      | Campionato | Campionato | Coppe nazionali | Coppe nazionali | Coppe nazionali | Coppe continentali | Coppe continentali | Coppe continentali | Altre coppe | Altre coppe | Altre coppe | Totale | Totale | Totale |
| Stagione        | Squadra         | Comp            | Pres       | Reti       | Comp            | Pres            | Reti            | Comp               | Pres               | Reti               | Comp        | Pres        | Reti        | Pres   | Reti   |        |
| --------------- | --------------- | --------------- | ---------- | ---------- | --------------- | --------------- | --------------- | ------------------ | ------------------ | ------------------ | ----------- | ----------- | ----------- | ------ | ------ | ------ |
| 2021-2022       | Ajaccio 2       | N2              | 11         | 3          |                 | -               | -               | -                  | -                  | -                  | -           | -           | -           | 11     | 3      |        |
| 2022-2023       | Ajaccio 2       | N2              | 12         | 2          |                 | -               | -               | -                  | -                  | -                  | -           | -           | -           | 12     | 2      |        |
| 2023-2024       | Ajaccio 2       | N2              | 10         | 0          |                 | -               | -               | -                  | -                  | -                  | -           | -           | -           | 10     | 0      |        |
| 2022-2023       | Ajaccio         | L1              | 6          | 0          | CF              | 2               | 0               | -                  | -                  | -                  | -           | -           | -           | 8      | 0      |        |
| 2023-gen. 2024  | Ajaccio         | L2              | 7          | 0          | CF              | 0               | 0               | -                  | -                  | -                  | -           | -           | -           | 7      | 0      |        |
| gen.-giu. 2024  | SO Cholet       | N               | 2          | 0          | CF              | 0               | 0               | -                  | -                  | -                  | -           | -           | -           | 2      | 0      |        |
| Totale carriera | Totale carriera | Totale carriera | 48         | 5          |                 | 2               | 0               |                    | -                  | -                  |             | -           | -           | 50     | 5      |        |